# Knemodynerus sechellensis
Knemodynerus sechellensis är en stekelart som först beskrevs av Dalla Torre 1904.  Knemodynerus sechellensis ingår i släktet Knemodynerus och familjen Eumenidae. Inga underarter finns listade i Catalogue of Life.